# Xaver Scharwenka
Xaver Scharwenka, celým jménem Theophil Franz Xaver Scharwenka (6. ledna 1850 Šamotuly – 8. prosince 1924 Berlín), byl hudební skladatel, klavírista a pedagog polsko-českého původu. Byl též zakladatelem hudebních škol v Berlíně a New Yorku.
Byl bratrem skladatele a hudebního pedagoga Philippa Scharwenky a otcem skladatele a varhaníka Waltera Scharwenky.

## Život
Jeho předkové z otcovy strany pocházeli původně z Prahy, poté se v roce 1696 přestěhovali do Frankfurtu nad Odrou – pravděpodobně z důvodů víry – a následně se usadili v Šamotulech. Jeho otec, August Wilhelm, byl nadaný stavitel, ale rozhodně neměl hudební sluch. Jeho matka, rozená Golischová, byla polského původu z bohaté rodiny, která měla hudební talent a svým dětem brzy vštípila lásku k hudbě. Ačkoli se Scharwenka začal učit hrát na klavír podle sluchu, když mu byly 3 roky, formální hudební studium začal až v 15 letech, kdy se jeho rodina přestěhovala do Berlína a on se zapsal na Akademii der Tonkunst. Pod vedením Theodora Kullaka se jeho klavírní dovednosti rychle rozvíjely a v roce 1869 debutoval na Zpěvové akademii. Na akademii učil až do nástupu do vojenské služby v roce 1873. Po propuštění v roce 1874 začal Scharwenka koncertovat jako koncertní pianista.Stal se uznávaným interpretem hudby Fryderyka Chopina.
V roce 1881 založil Xaver Scharwenka Berlínskou konzervatoř a v letech 1891 až 1898 vedl Scharwenkovou hudební školu v New Yorku. Je autorem knihy Methodik des Klavierspiels (Metodika hry na klavír), která byla vydána v Lipsku v roce 1907.

## Dílo (výběr)

### Koncerty
- Piano Concerto No. 1 in B-flat minor, Op. 32 (1876)
- Piano Concerto No. 2 in C minor, Op. 56 (1881)
- Piano Concerto No. 3 in C-sharp minor, Op. 80 (1889)
- Piano Concerto No. 4 in F minor, Op. 82 (1908)

### Orchestralní
- Overture in C minor, ScharWV 123 (1869)
- Andante religioso, Op. 46a/ScharWV 120, skladatelova úprava Sonáty pro violoncelo (1881)
- Symphony in C minor, Op. 60/ScharWV 121 (1885)

### Opera
- Mataswintha, ScharWV 150 (1896), opera o 3 jednáních s libretem Ernsta Koppela podle Felixe Dahna

### Komorní hudba
- Piano Trio No. 1 in F-sharp minor, Op. 1 (1868)
- Violin Sonata in D minor, Op. 2 (1868)
- Piano Quartet in F major, Op. 37 (1876-1877?)
- Cello Sonata in E minor, Op. 46 (1877)
- Piano Trio No. 2 in A minor, Op. 45 (1878)
- Serenade for violin and piano, Op. 70 (1895)

### Piano
- 5 Polské tance, Op. 3
- Scherzo in G major, Op. 4
- Stories at the Piano, Op. 5
- Piano Sonata No. 1 in C-sharp minor, Op. 6 (1872)
- Polonaise in C-sharp minor, Op. 12
- Barcarolle in E minor, Op. 14
- Improvizace in D major, Op. 17
- 2 Piano Pieces, Op. 22: Novelette, Melodie
- Valse-Caprice in A major, Op. 31
- Piano Sonata No. 2 in E-flat major, Op. 36 (1878)
- Dance Suites, Op. 41
- Polonaise, Op. 42
- Polské tance, Op. 47
- Téma a variace, op. 48
- 4 Polské tance, Op. 58: Moderato, Lento, Allegro non tanto, Moderato
- Eglantine Waltz, Op. 84
- 3 klavírní skladby, op. 86: Nokturno, Serenáda, Märchen
- Ballade in B Minor, Op. 8